# Okayama

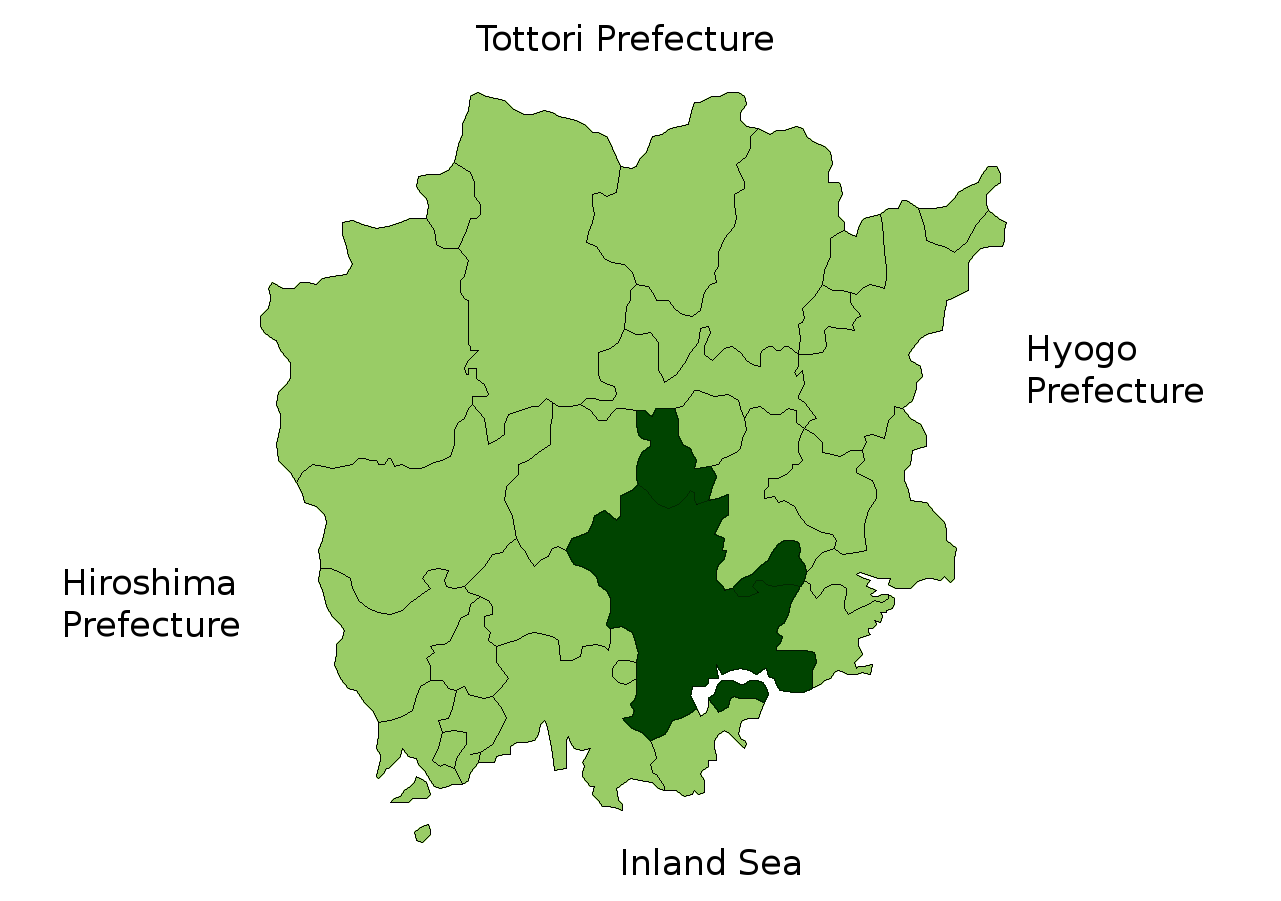

Okayama (岡山市 Okayama-shi?) este un municipiu din Japonia, centrul administrativ al prefecturii Okayama.